# Brembilla
Brembilla [bɾemˈbilːa] (Brembila [bɾɛmˈbila] o Brembèla [bɾɛmˈbɛla] in dialetto bergamasco) è la sede del comune di Val Brembilla in provincia di Bergamo.
Già comune autonomo con frazioni Cadelfoglia, Camorone, Catremerio, Cavaglia, Cerro, Laxolo, Malentrata e Sant'Antonio Abbandonato, il 21 gennaio 2014 è confluito nel nuovo ente assieme al comune di Gerosa. Il centro abitato di Brembilla, quale definito dall'Istat, è stato suddiviso dal nuovo regolamento comunale sulla definizione degli ambiti territoriali comunali tra le frazioni di Brembilla centro (che comprende anche il nucleo abitato di Lera) e di Cadelfoglia.

## Storia
I primi insediamenti stabili si verificarono in epoca Celtica e successivamente Romana 
Nel VI secolo arrivarono sul territorio i Longobardi seguiti dai Franchi 
Il toponimo indicherebbe il corso d'acqua chiamato appunto Brembilla che, attraversando il paese, sfocia nel vicino Brembo. Questo risalirebbe al Medioevo, periodo durante il quale il paese, composto da numerosissime contrade, cominciò ad assumere una certa importanza.
Va detto che in quel tempo parlando di Brembilla si intendeva un territorio molto più ampio del semplice centro abitato: ci si riferiva ad una zona comprendente tutta l'attuale valle Brembilla, ed i paesi della Valle Imagna posti sul monte Ubione.
Ed è proprio durante l'epoca medievale che il borgo vide imperversare scontri cruenti, molto più che nelle altre zone della provincia bergamasca, tra guelfi e ghibellini.
Di fazione ghibellina, Brembilla si trovò contrapposta a numerosi paesi limitrofi, tra i quali quasi tutta la valle Imagna, e vide tra i suoi elementi più rappresentativi Eugenio, Simone, Zavino e Mogna della locale famiglia dei Carminati.
In tutta la zona sorsero numerose costruzioni difensive, e Brembilla si dotò di fortificazioni quasi inespugnabili, in primis il castello sul monte Ubione, costruito nel X secolo.
Forte di una grande quantità di uomini il borgo tenne testa agli avversari i quali però, nel 1402, riuscirono ad avere la meglio. Venne decisa la distruzione del castello, i cui portoni vennero portati in trionfo dai guelfi nel vicino paese di San Giovanni Bianco.
I ghibellini chiesero quindi aiuto ai Visconti, signori di Milano, che intervennero riuscendo a sconfiggere gli avversari e ad estendere il proprio dominio sulle valli della zona. Il modo con cui infierirono sugli avversari portò i guelfi a cercare più volte la vendetta con ulteriori uccisioni.
Dopo continui ribaltamenti di fronte il dominio dei Visconti e dei ghibellini fu definitivo, anche se il rancore guelfo dava spesso seguito a rivolte poi soffocate con le armi.
La situazione si rovesciò quando, nel XV secolo, la zona passò sotto il controllo della repubblica di Venezia che, in contrapposizione con i Visconti, sosteneva lo schieramento guelfo.
La Serenissima dovette però piegare la resistenza ghibellina che ancora covava in questa zona e non dava cenni di resa. L'apice arrivò nel 1453 quando i veneziani sferrarono l'attacco definitivo a Brembilla ricorrendo ad un inganno: convocarono infatti i capifamiglia del paese a Bergamo dove, invece di ascoltarne le richieste, li fecero arrestare. Fu quindi dato l'ordine di evacuare l'intero borgo di Brembilla entro tre giorni, passati i quali tutte le costruzioni vennero rase al suolo.
Gli abitanti, abbandonate le loro terre, ricevettero rifugio a Milano dove ancora comandavano i Visconti ed assunsero, a ricordo delle loro origini, il cognome Brembilla (poi traslato in Brambilla), oggi diventato identificativo del capoluogo lombardo.
Il nuovo paese venne riedificato in posizione leggermente più a nord rispetto al precedente, attorno a quella che venne chiamata Piazza Vecchia, e fu dotato di una cinta muraria.
Le case, costruite con una maggior cura rispetto ai borghi limitrofi, denotano una condizione di vita migliore, frutto di un notevole sviluppo economico, partito verso la fine del XVIII secolo.
Notevole fu l'incremento delle attività artigianali e dei laboratori, tanto che l'occupazione ed i profitti hanno avuto un andamento costantemente crescente fino ai giorni nostri. Oggi difatti l'intera valle Brembilla risulta essere uno dei maggiori poli industriali di tutta la provincia bergamasca, con un'innumerevole quantità di piccole e medie aziende che operano in numerosi settori. Nel settore dell'artigianato sono molto diffuse la produzione di attrezzi agricoli e la lavorazione del metallo.

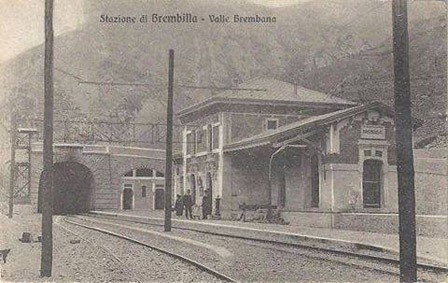
La stazione ferroviaria

L'abitato era servito dalla stazione di Brembilla-Grotte, dotata di un attivo scalo merci e utilizzata altresì per i turisti diretti alle vicine grotte delle Meraviglie; l'impianto era posto lungo la ferrovia della Valle Brembana, attiva fra il 1906 e il 1966.
Nel novembre 2002 una frana di grandi dimensioni, dovuta ad incessanti piogge, ha colpito la frazione di Camorone, cancellando parte del borgo. Grazie al tempestivo sgombero delle abitazioni non si sono verificati né vittime, né feriti.

Posizione dell'ex comune di Brembilla nella provincia di Bergamo

### Simboli

Vecchio stemma comunale

Lo stemma del Comune di Brembilla si blasonava:
Il gonfalone era un drappo di azzurro.

## Monumenti e luoghi d'interesse
La chiesa parrocchiale, dedicata a San Giovanni Battista, è stata edificata al termine del XIX secolo in stile neogotico su progetto di Elia Fornoni. Presenta intarsi di buona fattura di scuola locale.

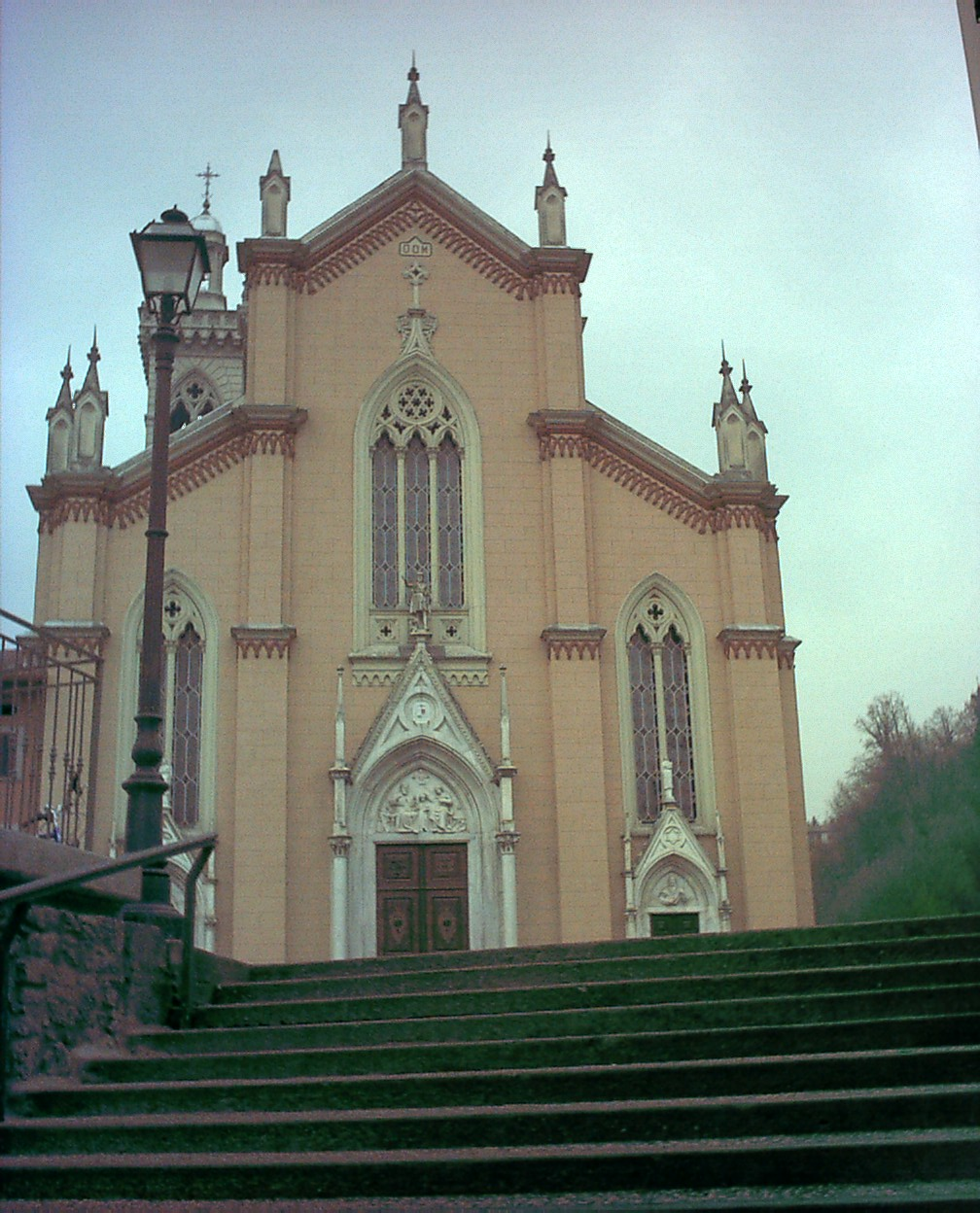
Parrocchiale
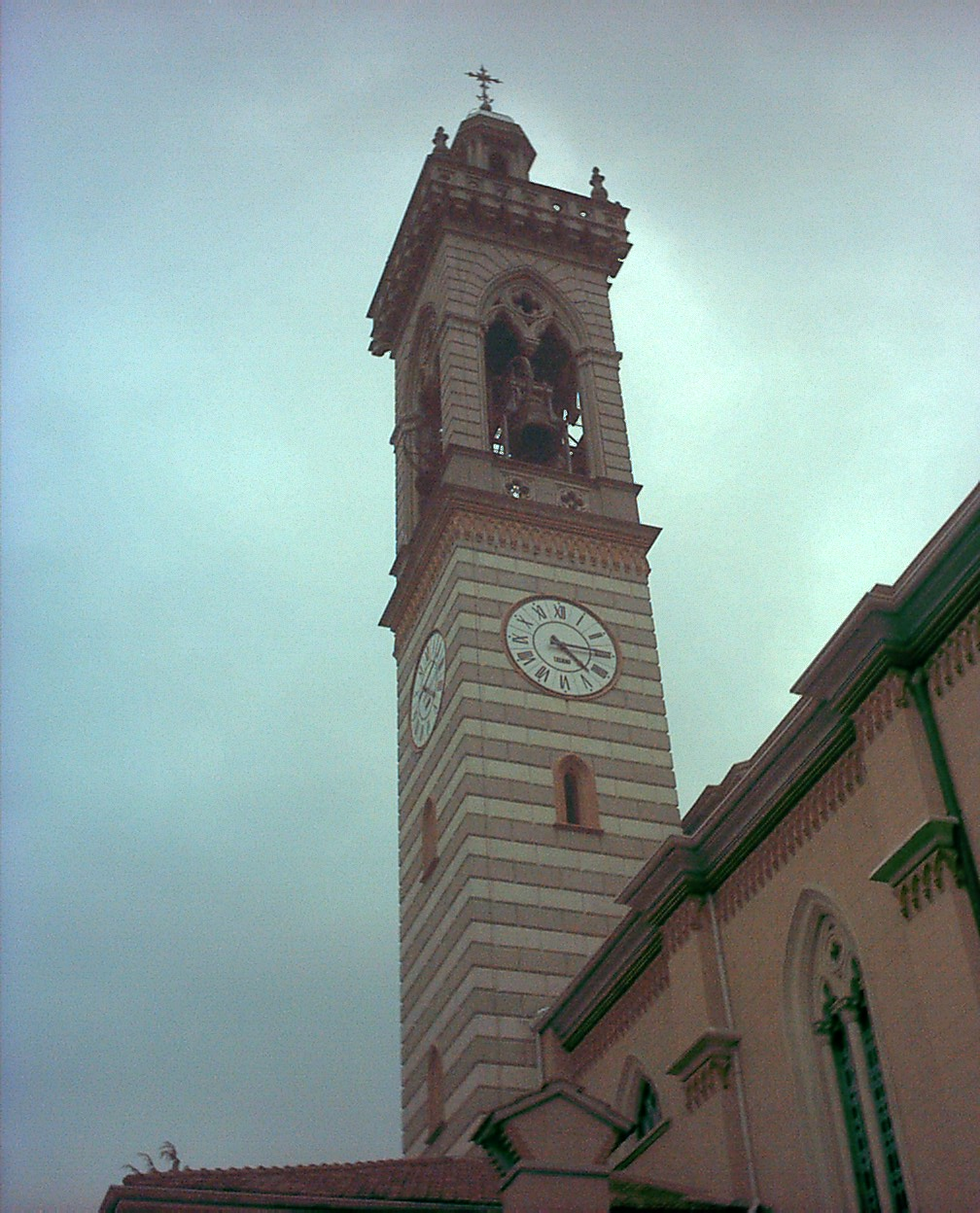
Campanile
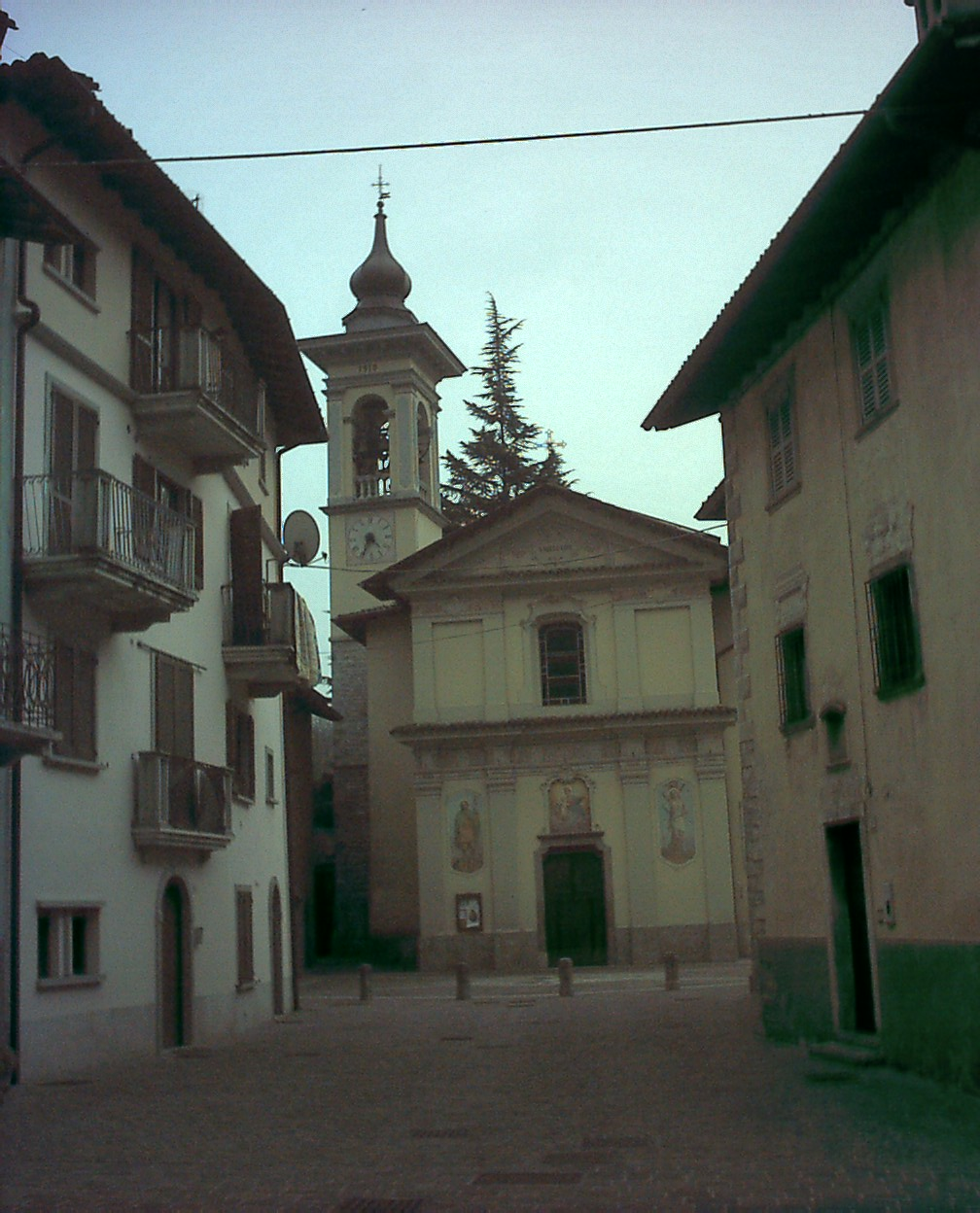
Chiesa di Cadelfoglia

## Società

### Evoluzione demografica
Abitanti censiti; per gli ultimi censimenti si evidenzia in blu la popolazione residente nel centro abitato di Brembilla, in verde quella residente nei vecchi confini comunali.

Feste
Ogni anno, nel mese di giugno, viene celebrata la festa patronale di s. Antonio con bancarelle, giostre e animazione.

### Gemellaggi
- Nantua, dal 2011